# Pedro De la Vega
Pedro De la Vega (* 7. Februar 2001 in Olavarría) ist ein argentinischer Fußballspieler. Er stammt aus der Jugend des Erstligisten CA Lanús, der ihn 2018 in seine Herrenmannschaft aufnahm. Eingesetzt wird er hauptsächlich auf den offensiven Flügelpositionen.

## Karriere
Pedro De la Vega war bis 2018 in den Jugendmannschaften des Erstligisten CA Lanús aktiv gewesen, ehe er anschließend in den Kader der ersten Mannschaft aufgenommen wurde. Bereits am 16. September, dem 5. Spieltag der Saison 2018/19, kam er zu seinem ersten Spiel im Herrenbereich. Bei der 0:1-Heimniederlage gegen den Racing Club wurde er in der Startformation aufgeboten und nach 58 Minuten ausgewechselt. Bis etwa zur Mitte der Spielzeit Ende November kam De la Vega regelmäßig zum Einsatz, anschließend bis zum Saisonende allerdings nur noch zu zwei weiteren Partien in der Liga. Insgesamt absolvierte er zehn von möglichen 25 Ligaspielen.
Zur folgenden Spielzeit gelang es De la Vega, wieder durchgehend eingesetzt zu werden, allerdings hauptsächlich als Einwechselspieler. Im ersten Drittel der Saison verpasste er nur eine Partie.